# Shahrestān-e Tūyserkān
Shahrestān-e Tūyserkān (persiska: شهرستان تويسركان, تويسركان) är en delprovins (shahrestan) i Iran.   Den ligger i provinsen Hamadan, i den nordvästra delen av landet, 300 km väster om huvudstaden Teheran.
Delprovinsen hade 101 666 invånare 2016.